# Shimano SLX

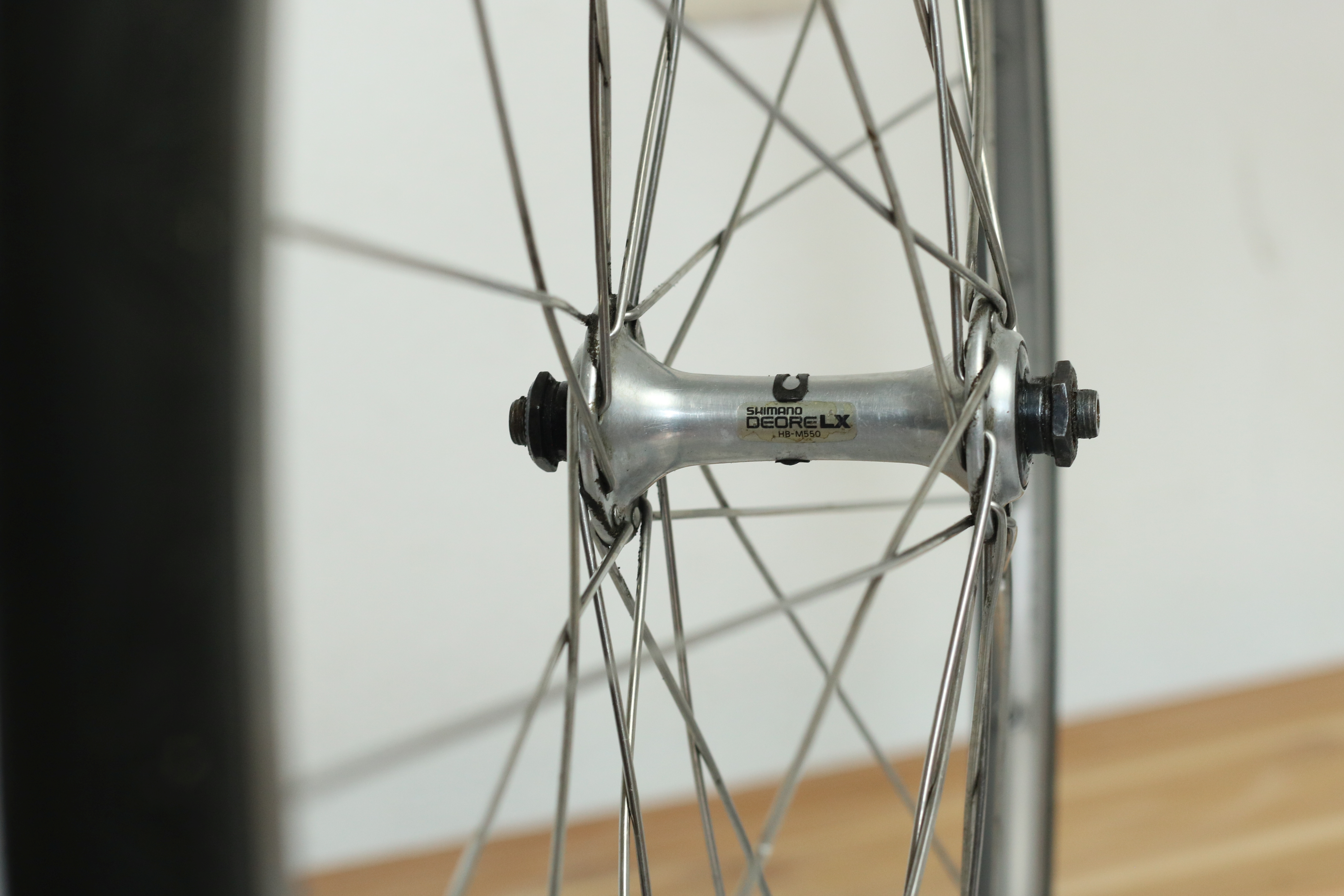
Shimano Deore LX Nabe in einem Vorderrad

SLX (früher LX Mountain) ist eine Gruppe von Fahrradkomponenten für Mountainbikes des japanischen Herstellers Shimano, die in der oberen Mittelklasse die Lücke zwischen der preisgünstigeren Deore-Gruppe und den hochwertigen XT- bzw. XTR-Gruppen schließt. All diese Gruppen werden auch als (allgemeine) Deore-Reihe bezeichnet, die wiederum oberhalb der Einsteigergruppen wie Altus liegen – wobei SLX und XTR aktuell (2022) nicht Deore im Namen tragen, wohl aber die dazwischen liegende XT.
Im Trekking-Bereich stand der SLX bis 2016 die LX gegenüber, die jedoch aktuell nicht mehr geführt wird. Kurze Zeit wurden für Randonneur-Räder u. a. auch Komponenten unter der Bezeichnung LX Sport angeboten, die dem Rennradbereich etwas näher standen.
Der heutige (Oktober 2022) Standard der Gruppe sind eine 1- oder 2-mal 12-fach-Schaltung, die 1- bis 3-fache 11-fach-Schaltungen abgelöst haben. Verwendet werden Hollowtech-II-Innenlager bzw. -kurbeln. Bei Neurädern werden SLX-Komponenten häufig mit hochwertigeren XT-oder XTR-Komponenten gemischt.

## Geschichte
Die allgemeine Deore-Gruppe existiert seit den 1980er Jahren in veränderter Form bis heute und teilt sich in abweichende Komponenten für den MTB- und den Trekkingbereich auf.
Die LX-(Unter-)Gruppe entwickelte sich als zweitunterste und dritthöchste Preisstufe aus der Shimano-Deore-Reihe heraus und resultierte aus der Ausdifferenzierung von Deore in die vier oben beschriebenen Gruppen. Heute heißt die Gruppe im Mountainbike-Bereich SLX und beinhaltet alle modernen Komponenten wie Scheibenbremsen, RapidFire-Shifter u. a. 2018 brachte Shimano eine 1x11fach Variante der SLX mit einer speziellen Kassette mit 11–46 Zähnen (CS-M7000-11) auf den Markt. Seit 2019 wird eine 1x12fach-Variante (m7100) der SLX Gruppe angeboten. Die 12fach-Kassetten haben bis zu 51 Zähne auf dem größten Ritzel.

## Technik

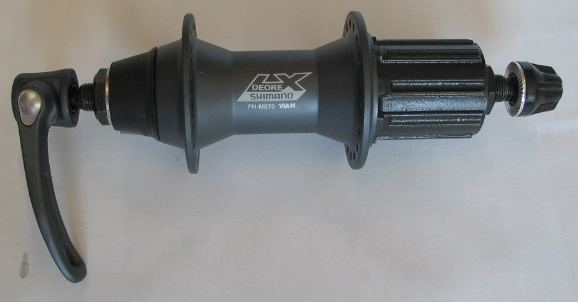
LX-Hinterradnabe FH-M570

Die Teile der LX/SLX-Gruppe unterscheiden sich in Funktion und Gestaltung nur wenig von den entsprechenden Komponenten der höherwertigen Serien. Sie sind jedoch ein wenig schwerer, analog der Shimano 105 bei den Rennrädern.
Die Gruppe beinhaltet die Komponenten:
- Schaltwerk
- Umwerfer
- Tretkurbeln
- Innenlager
- Kettenblätter
- Fahrradbremsen (V-Brake und Scheibenbremsen)
- Schalthebel
- Bremsgriffe
- Naben

Die Bauteile waren bis zur Einführung der 9-fach-Schalttechnik mit allen anderen Shimano-Gruppen kompatibel. Die SLX-Gruppe ist mit anderen Shimano-Gruppen mit der gleichen Schalttechnik (9-fach, 10-fach, 11-fach) kompatibel.